# 8: The Mormon Proposition
8: The Mormon Proposition ist ein US-amerikanischer Dokumentarfilm, der die Kirche Jesu Christi der Heiligen der Letzten Tage und ihre Unterstützung der kalifornischen Proposition 8 (englisch [Volksentscheid zu einem] Gesetzesvorhaben) untersucht und behauptet, die Kirche sei aktiv an der Verweigerung der LGBT-Menschenrechte beteiligt. Das Drehbuch zum Film wurde vom Journalisten Reed Cowan geschrieben, von Cowan und Steven Greenstreet gedreht und von Dustin Lance Black gesprochen. Der Film wurde am 18. Juni 2010 von Red Flag Releasing veröffentlicht.

## Synopsis
Regisseur Reed Cowan, ein ehemaliger Mormonenmissionar, sagte, „er habe ursprünglich einen Film über die Obdachlosigkeit und den Selbstmord von schwulen Teenagern in Utah drehen wollen, sich dann aber auf die mormonische Ideologie konzentriert, weil diese zur Homophobie beiträgt, die diese Probleme überhaupt erst verursacht“. Der Film konzentriert sich auf den Reichtum und die Macht der Kirche Jesu Christi der Heiligen der Letzten Tage (LDS-Kirche) sowie darauf, wie die Kirche die National Organization for Marriage (deutsch Nationale Organisation für [die] Eheschließung) benutzt, um sich für die Verweigerung von Rechten für LGBT-Amerikanern einzusetzen.
Darin heißt es, dass der Präsident der LDS-Kirche, Thomas S. Monson, darum gebeten habe, die Verabschiedung der umstrittenen Proposition 8 (ein Antrag zur Änderung der kalifornischen Verfassung per Referendum mit dem Ziel, nur noch heterosexuelle Ehen staatlich anzuerkennen) sicherzustellen. Außerdem wird behauptet, dass viele Obdachlose in Utah LGBT-Jugendliche sind, die von ihren mormonischen Eltern im Stich gelassen wurden.
Laut der New York Times deckt der Film „die geheimen Kirchendokumente und die weitgehend verborgene Geldspur der Mormonen auf, die für eine leistungsstarke Kampagne zur Verabschiedung von Proposition 8 bezahlt wurden“ und stellt fest, dass „die Mormonen schätzungsweise 22 Millionen Dollar für die Sache aufbrachten“.

### Antwort der Kirche Jesu Christi der Heiligen der Letzten Tage
Als die Washington Post um eine Stellungnahme bat, übermittelte die LDS-Kirche ihre offizielle Erklärung, in der es u. a. heißt:
Wir haben 8: The Mormon Proposition nicht gesehen. Dem Trailer und dem Hintergrundmaterial im Internet nach zu urteilen, scheint es jedoch, dass Genauigkeit und Wahrheit in diesem Film ein seltenes Gut sind. Obwohl wir viele Interviews zu diesem Thema gegeben haben, hatten wir keine Lust, uns an etwas zu beteiligen, das so offensichtlich parteiisch ist.
„Es ist klar, dass jeder, der eine ausgewogene und durchdachte Diskussion über ein ernstes Thema sucht, sich anderweitig umsehen muss“, sagte Michael Purdy, ein Sprecher der LDS-Kirche, in einer von der Los Angeles Times zitierten Erklärung.

## Rezeption
Basierend auf 36 Kritiken, die vom Filmkritik-Aggregator Rotten Tomatoes gesammelt wurden, gaben 65 % der Kritiker 8: The Mormon Proposition eine positive Bewertung, mit einer durchschnittlichen Bewertung von 6.1 von 10. Die Bewertung des Publikums wird mit 72 % bzw. 3.7 von 5 angegeben.
- Die Los Angeles Times bezeichnete den Film als „ein herausragendes und eindringliches Beispiel für einen investigativen Dokumentarfilm“, der „umso erschreckender ist, als er geradeheraus zeigt, wie es der LDS-Kirche gelungen ist, die Proposition 8 in Kalifornien 2008 auf den Stimmzettel zu bringen und sie dann durchzusetzen. Als Exposé könnte es kaum ein stärkeres Argument für die Gewährleistung und Stärkung der Trennung von Kirche und Staat geben“.[7]

- Das Branchenblatt Variety kommentierte den Film u. a. wie folgt:[8]

8 scheint entschlossen zu sein, die nächste Generation verwirrter mormonischer Jugendlicher zu erreichen, und berührt alles, von Selbstmorden im Zusammenhang mit der sexuellen Identität über Obdachlosigkeit bis hin zu Bestrafungsversuchen bei der Heilung homosexueller Triebe. Anstatt sich auf das Niveau der irreführenden Prop. 8-Anzeigen von Focus on the Family zu begeben, verdammt das Bild die LDS-Kirche nicht mit Lügen, sondern mit ihren eigenen Worten.
- Die New York Times bezeichnete den Film als „hochemotional“ und stellte fest: „Der Dokumentarfilm besteht eigentlich aus zwei Filmen, die grob aneinandergefügt wurden. Die ersten zwei Drittel erzählen die Geschichte von Proposition 8; das letzte Drittel ist eine erschütternde Erkundung der Auswirkungen des strengen Tabus der Kirche in Bezug auf Homosexualität auf homosexuelle Mormonen“, heißt es abschließend: „Der Film zeigt, dass die Tiefe der religiös begründeten Abscheu vor Homosexualität, wie die vor Abtreibung, ursprünglich ist.“[9]

- The Village Voice bemerkte: „Der Regisseur Reed Cowan taucht in die düstere Ironie einer Gruppe von Amerikanern ein, die einer anderen Gruppe unter dem Deckmantel der Aufrechterhaltung amerikanischer Freiheiten und Ideale ihre Rechte verweigert, und verfolgt sein Ziel, zu zeigen, wie die mormonische Kirche die kalifornische Politik ausspielt und wie die Homophobie der Kirche das Leben ihrer queeren Gläubigen ruiniert hat. Cowan schafft ein starkes Gleichgewicht zwischen Herz und Verstand, indem er emotional aufwühlende Momente (ein Abschnitt, in dem queere Mormonen vergangene Selbstmordversuche schildern, ist besonders schmerzhaft) mit selbstzerstörerischen Porträts von mormonischen Politikern und Kirchenvertretern und dem knallharten Journalismus des Reporters Fred Karger verbindet, der die Rolle der Kirche bei der Ausarbeitung und Finanzierung von Prop. 8 erschöpfend darlegt. Der Film, dessen niedriges Budget durch kitschige dramatische Nachstellungen unterstrichen wird, wäre vielleicht noch besser geworden, wenn Cowan die Punkte zwischen der Tatsache verbunden hätte, dass zur gleichen Zeit, als Kalifornien Prop. 8 verabschiedete, auch Arizona und Florida Initiativen zum Verbot der Homo-Ehe verabschiedeten…“, aber dann fuhr er fort zu sagen, dass „die Mängel gegenüber dem, was gezeigt wird, verblassen, nämlich nicht nur, wie Prop. 8 verabschiedet wurde, sondern auch die schmutzige, zynische Arbeitsweise unserer politischen Maschinerie.“[10]

- Michelle Orange vom Film- und Unterhaltungsmagazine Movieline sagte: „Der Film 8: The Mormon Proposition, der am zweiten Jahrestag der kalifornischen Gesetzgebung zur Homo-Ehe erscheinen soll, ist ein wütendes Requiem auf diesen Anlass. Mit Trauer und Rechtschaffenheit zeichnet der Film die Monate zwischen der Verabschiedung des Gesetzes und der Wahlnacht im November 2008 nach und stellt eine vernichtende Anklage gegen die Kirche Jesu Christi der Heiligen der Letzten Tage (LDS) zusammen, die eine massive Kampagne zur Aufhebung der Rechte der Homo-Ehe anführte.“ Sie schloss: „Aber es waren die Kalifornier – nicht die Mormonen oder ihre Wähler in Utah – die für Prop 8 stimmten, insbesondere 70 Prozent der schwarzen Wähler des Staates; was haben sie sich dabei gedacht? Obwohl es viele erhellende und anklagende Informationen über die Vorbereitung der Abstimmung gibt, werden Sie die Antwort auf diese Frage hier nicht finden.“[11]

- Newsweek bezeichnete den Film als „einen chaotischen und manchmal geradezu kitschigen Blick darauf, wie die Mormonenkirche die kalifornische Wahlinitiative von 2008 zum Verbot der Homo-Ehe beeinflusst hat“. Weiter heißt es: „Das Komische ist, dass sich The Mormon Proposition in seinen letzten 20 Minuten in einen zerreißenden, schockierenden und leider überwältigenden Film verwandelt – die Art von Film, die sogar Fundamentalisten dazu bringen könnte, die Rechte von Homosexuellen zu überdenken. Dies ist der Abschnitt, in dem der Film im Wesentlichen aufhört, über Prop 8 zu sprechen, und anfängt, darüber zu sprechen, wie die Haltung der mormonischen Kirche gegenüber Homosexualität im Allgemeinen ist“, heißt es abschließend, „in seiner besten Phase, die nur am Ende ist, erinnert uns The Mormon Proposition daran – nein, besteht darauf, dass wir uns daran erinnern –, dass die Dämonisierung einer Gruppe die Welt nicht besser macht.“[12]

- Das Wall Street Journal stellte fest, dass „der Film das Leiden gleichgeschlechtlicher Paare und Einzelpersonen, die von Familien- und Kirchenführern abgelehnt werden, erfolgreich in den Mittelpunkt stellt. Seine Kritik am jüngsten politischen Aktivismus der Kirche ist jedoch so unbeholfen wie viele der Anschuldigungen gegen die Kirche aus der Mitte des 19. Jahrhunderts“, heißt es weiter. „Er beschreibt, wie die Kirchenhierarchie in Utah angesichts des Rückstands der Proposition 8 in den Umfragen feststellte, dass andere religiöse Konservative nicht ihren Beitrag leisteten. So befahl die Kirche ihren Mitgliedern, eine „mächtige Armee“ zu werden, wie es ein führender Vertreter in einer Videoübertragung ausdrückte, die die Filmemacher erhalten haben“ und „Eine Kirche, die für ihre Verteidigung der Polygamie im späten 19. Jahrhundert berüchtigt war, wurde zum Rückgrat der Kampagne gegen die Homo-Ehe im 21. [Jahrhundert]“. Der Rezensent stellte außerdem fest: „Das Gespenst des mormonischen Geldes, das in dem Film aufgeworfen wird, wirkt wie eine moderne Version älterer Befürchtungen über jüdische Finanziers, die die amerikanische Wirtschaft und Regierung kontrollieren. Die Bemühungen der Mormonen haben nur deshalb einen Unterschied gemacht, weil die Kalifornier in der Frage der gleichgeschlechtlichen Ehe etwa gleich stark gespalten sind.“[13]

- Sean Gandert vom  digitalen Musik- und Unterhaltungsmagazin Paste Magazine sagte: „Der Dokumentarfilm versucht zu zeigen, wie die Kirche in aller Stille ihre Mitglieder für diese ursprünglich unpopuläre Maßnahme mobilisiert hat, und besticht durch ein beeindruckendes Maß an Recherche und eine relativ geschickte Vorgehensweise.“ Er merkte auch an, dass 8 „mehr Zeit als nötig auf die allgemeine Behandlung von Homosexualität durch die Kirche aufwendet und schließlich in eine unangenehme Art von offenem Mormonen-Bashing abdriftet. Der Film berücksichtigt auch nicht die vielen anderen Faktoren, die während der Wahl 2008 eine Rolle spielten, und reduziert die Ereignisse auf eine allumfassende, auf den Mormonen basierende Erklärung. 8 meint es gut, ist aber zu sehr von seinen eigenen Vorurteilen geblendet, um seiner Sache gerecht zu werden.“[14]

- Der San Francisco Chronicle stellte fest, dass der Film „durch eine überladene Sprache und einen propagandistischen Ton beeinträchtigt wird, der seine Ziele eher untergräbt als fördert“. Er kommt zu dem Schluss, dass „der Film sich an einem interessanten Argument fast die Zähne ausbeißt: Sollte der Mormonenkirche wegen ihrer starken Beteiligung an der Politik nicht die Steuerbefreiung entzogen werden? Aber der Film lässt diese Diskussion fast so schnell fallen, wie er sie einführt, und spricht stattdessen über die Notlage schwuler mormonischer Jugendlicher.“[15]

- Die Tageszeitung Deseret News, die der LDS-Kirche gehört, bezeichnete den Film als „schwerfälligen, vermeintlichen Sachbuchfilm“, der einseitig, ungeschickt und vom Standpunkt der Erzählung her ineffektiv sei. In der Kritik hieß es auch, dass die Filmemacher weder die Meinungen der über sieben Millionen Menschen, die für die Maßnahme gestimmt haben, gezeigt haben, noch dass der Film angibt, ob die Führung der LDS-Kirche um Stellungnahme gebeten wurde.[16]

## Auszeichnungen
- 2010: Long Island Gay and Lesbian Film Festival Jury Award, Best Documentary (Gewinner)[17]
- 2011: 22nd GLAAD Media Awards, Outstanding Documentary (Gewinner)[18]

## Theaterkasse
An seinem Eröffnungswochenende spielte der Film 42,566 $ in 16 Kinos in den Vereinigten Staaten ein, was einem Durchschnitt von 2.660 $ pro Kino entspricht und Platz 48 an den Kinokassen bedeutet. Das Gesamtbrutto des Films beträgt 100.280 $.